# 潘松莱诺让
潘松莱诺让（法語：Poinson-lès-Nogent，法語發音：[pwɛ̃sɔ̃ lɛ nɔʒɑ̃]，意为“诺让附近的潘松”）是法国上马恩省的一个市镇，属于肖蒙区。

## 地理
潘松莱诺让（47°59'42"N, 5°22'6"E）面积10.67 平方千米，位于法国大東部大區上马恩省，该省份为法国东北部内陆省份，北起马恩省和默兹省，西接奥布省，西南接科多尔省，东南接上索恩省，东临孚日省。
与潘松莱诺让接壤的市镇（或旧市镇、城区）包括：绍富尔、当皮埃尔、诺让、萨雷、维特里莱诺让。

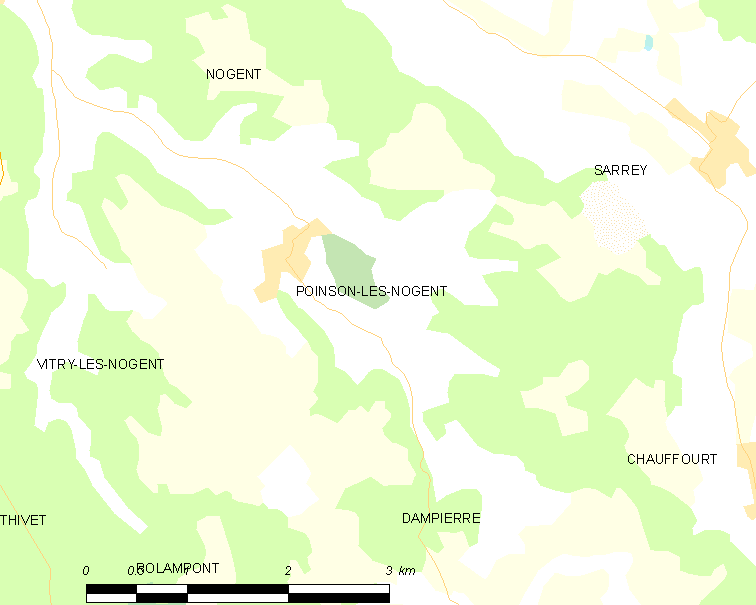
潘松莱诺让的OSM定位图

潘松莱诺让的时区为UTC+01:00、UTC+02:00（夏令时）。

## 行政
潘松莱诺让的邮政编码为52800，INSEE市镇编码为52396。

## 政治
潘松莱诺让所属的省级选区为诺让县。

## 人口

1962-2008年间潘松莱诺让人口变化图示

潘松莱诺让于2022年1月1日时的人口数量为142人。